# Хорватский плетёный орнамент
Хорватский плетёный орнамент (хорв. hrvatski pleter) — геометрический орнамент, характерный для Хорватии, пример дороманского стиля в хорватском искусстве. Чаще всего представляет собой переплетение трёх линий, иногда комбинируется с растительными и зооморфными (реже антропоморфными) мотивами. Использовался в архитектуре и декоративно-прикладном искусстве, прежде всего в оформлении хорватских церквей и монастырей IX—XII веков постройки.

## Примеры
Наиболее известные примеры использования хорватского плетёного орнамента:
- Купель князя Вишеслава (VIII век) — один из первых памятников христианского искусства Хорватии. Плетёным орнаментом на купели заполнено изображение креста[2].
- Надпись князя Бранимира (IX век) — памятная надпись на латинском языке, украшавшая тябло церкви, построенной князем Бранимиром, и украшенная орнаментом по верхнему краю.
- Надпись князя Мунцимира (IX век) — памятная надпись на латинском языке, украшавшая тимпан церкви святого Луки в Уздолье. Плетёный орнамент скомбинирован с зооморфным (изображениями птиц),
- Надпись князя Степана Држислава (X век) — памятная надпись на латинском языке, украшена орнаментом по нижнему краю.
- Сплитская купель (XI век) — украшена орнаментом по верхнему краю и изображением человека (предположительно короля Дмитара Звонимира).
- Башчанская плита (рубеж XI и XII веков) — каменная плита с выбитым на ней глаголическим текстом, украшена орнаментом по верхнему краю.

Современное использование
Стилизованный хорватский плетёный орнамент располагался в верхнем левом углу флага Независимого государства Хорватия. Также он обрамляет герб Вооружённых сил Хорватии, а также учреждённые в 1995 году Орден хорватского плетения (Red hrvatskog pletera) и Орден хорватского креста (Red hrvatskog križa).

## Галерея
- Купель князя Вишеслава
- Надпись князя Бранимира
- Надпись князя Степана Држислава
- Сплитская купель
- Башчанская плита
- Флаг Независимого государства Хорватия
- Герб Вооружённых сил Хорватии
- Орден хорватского плетения
- Орден хорватского креста